# Copa Asiática Femenina de la AFC
La Copa Asiática Femenina de la AFC es el campeonato de selecciones nacionales de fútbol organizado por la Confederación Asiática de Fútbol (AFC), confederación de equipos del continente asiático. Sirve como clasificación para la Copa Mundial Femenina de Fútbol.

## Historia
La competencia fue creada por la Confederación Asiática Femenina de Fútbol, una sección de la AFC responsable del fútbol femenino. La primera competencia se celebró en 1975 y se celebró cada dos años, después de esto a excepción de un período en la década de 1980, donde la competencia se celebró cada tres años.
La competencia ha estado dominada por países de la Cuenca del Pacífico, con la República Popular China ganando 8 veces el campeonato, incluyendo una serie de 7 victorias consecutivas entre 1986 y 1999.
Desde 2010 el torneo se disputa cada cuatro años, después de que AFC anunciara que la Copa Asiática Femenina servirá como clasificación a la Copa Mundial Femenina de Fútbol de 2011.

## Campeonatos
| Año          | Sede         |                 | Campeón         | Final Resultado | Subcampeón      |                 | Tercer lugar    | Resultado | Cuarto lugar |
| 1975 Detalle | Hong Kong    | Nueva Zelanda   | 3:1             | Tailandia       | Australia       | 5:0             | Malasia         |           |              |
| 1977 Detalle | Taiwán       | China Taipéi    | 3:1             | Tailandia       | Singapur        | 2:0             | Indonesia       |           |              |
| 1979 Detalle | India        | China Taipéi    | 2:0             | India           | Australia       | Estadísticas    | Hong Kong       |           |              |
| 1981 Detalle | Hong Kong    | China Taipéi    | 5:0             | Tailandia       | India           | 2:0             | Hong Kong       |           |              |
| 1983 Detalle | Tailandia    | Tailandia       | 3:0             | India           | Malasia         | 0:0 5:4 penales | Singapur        |           |              |
| 1986 Detalle | Hong Kong    | China           | 2:0             | Japón           | Tailandia       | 3:0             | Indonesia       |           |              |
| 1989 Detalle | Hong Kong    | China           | 1:0             | China Taipéi    | Japón           | 3:1             | Hong Kong       |           |              |
| 1991 Detalle | Japón        | China           | 5:0             | Japón           | China Taipéi    | 0:0 5:4 penales | Corea del Norte |           |              |
| 1993 Detalle | Malasia      | China           | 3:0             | Corea del Norte | Japón           | 3:0             | China Taipéi    |           |              |
| 1995 Detalle | Malasia      | China           | 2:0             | Japón           | China Taipéi    | 0:0 3:0 penales | Corea del Sur   |           |              |
| 1997 Detalle | China        | China           | 2:0             | Corea del Norte | Japón           | 2:0             | China Taipéi    |           |              |
| 1999 Detalle | Filipinas    | China           | 3:0             | China Taipéi    | Corea del Norte | 3:2             | Japón           |           |              |
| 2001 Detalle | China Taipéi | Corea del Norte | 2:0             | Japón           | China           | 8:0             | Corea del Sur   |           |              |
| 2003 Detalle | Tailandia    | Corea del Norte | 2:1 (t.e.)      | China           | Corea del Sur   | 1:0             | Japón           |           |              |
| 2006 Detalle | Australia    | China           | 2:2 4:2 penales | Australia       | Corea del Norte | 3:2             | Japón           |           |              |
| 2008 Detalle | Vietnam      | Corea del Norte | 2:1             | China           | Japón           | 3:0             | Australia       |           |              |
| 2010 Detalle | China        | Australia       | 1:1 5:4 penales | Corea del Norte | Japón           | 2:0             | China           |           |              |
| 2014 Detalle | Vietnam      | Japón           | 1:0             | Australia       | China           | 2:1             | Corea del Sur   |           |              |
| 2018 Detalle | Jordania     | Japón           | 1:0             | Australia       | China           | 3:1             | Tailandia       |           |              |
| 2022 Detalle | India        | China           | 3:2             | Corea del Sur   | Japón           | Estadísticas    | Filipinas       |           |              |
| 2026 Detalle | Australia    |                 |                 |                 |                 |                 |                 |           |              |
| 2029 Detalle | Uzbekistán   |                 |                 |                 |                 |                 |                 |           |              |

## Palmarés
| Equipo          | Campeón | Subcampeón | Años campeonatos                                     | Años subcampeonatos    |
| --------------- | ------- | ---------- | ---------------------------------------------------- | ---------------------- |
| China           | 9       | 2          | 1986, 1989, 1991, 1993, 1995, 1997, 1999, 2006, 2022 | 2003, 2008             |
| Corea del Norte | 3       | 3          | 2001, 2003, 2008                                     | 1993, 1997, 2010       |
| China Taipéi    | 3       | 2          | 1977, 1979, 1981                                     | 1989, 1999             |
| Japón           | 2       | 4          | 2014, 2018                                           | 1986, 1991, 1995, 2001 |
| Tailandia       | 1       | 3          | 1983                                                 | 1975, 1977, 1981       |
| Australia       | 1       | 3          | 2010                                                 | 2006, 2014, 2018       |
| Nueva Zelanda   | 1       | -          | 1975                                                 | ---                    |
| India           | -       | 2          | ---                                                  | 1979, 1983             |
| Corea del Sur   | -       | 1          | ---                                                  | 2022                   |

## Cuadro de Participaciones
| Selección       | 1975 (6) | 1977 (6) | 1979 (6) | 1981 (8) | 1983 (6) | 1986 (7) | 1989 (8) | 1991 (9) | 1993 (8) | 1995 (11) | 1997 (11) | 1999 (15) | 2001 (15) | 2003 (14) | 2006 (9) | 2008 (8) | 2010 (8) | 2014 (8) | 2018 (8) | 2022 (12) | Part. |
| --------------- | -------- | -------- | -------- | -------- | -------- | -------- | -------- | -------- | -------- | --------- | --------- | --------- | --------- | --------- | -------- | -------- | -------- | -------- | -------- | --------- | ----- |
| Australia       | 3°       |          | 3°       |          |          |          |          |          |          |           |           |           |           |           | 2°       | 4°       | 1°       | 2°       | 2°       | CF        | 8     |
| China           | --       | --       | --       | --       | --       | 1°       | 1°       | 1°       | 1°       | 1°        | 1°        | 1°        | 3°        | 2°        | 1°       | 2°       | 4°       | 3°       | 3°       | 1°        | 15    |
| China Taipéi    | --       | 1°       | 1°       | 1°       | --       | --       | 2°       | 3°       | 4°       | 3°        | 4°        | 2°        | FG        | FG        | FG       | FG       | --       | --       | --       | CF        | 14    |
| Corea del Norte | --       | --       | --       | --       | --       | --       | FG       | 4°       | 2°       | --        | 2°        | 3°        | 1°        | 1°        | 3°       | 1°       | 2°       |          | --       |           | 10    |
| Corea del Sur   | --       | --       | --       | --       | --       | --       | --       | FG       | FG       | 4°        | FG        | FG        | 4°        | 3°        | FG       | FG       | FG       | 4°       | 5°       | 2°        | 13    |
| Filipinas       | --       | --       | --       | FG       | FG       | --       | --       | --       | FG       | FG        | FG        | FG        | FG        | FG        | --       | --       | --       | --       | 6°       | SF        | 10    |
| Guam            | --       | --       | --       | --       | --       | --       | --       | --       | --       | --        | FG        | FG        | FG        | FG        | --       |          |          |          |          | --        | 4     |
| Hong Kong       | FG       | FG       | 4°       | 4°       | FG       | FG       | 4°       | FG       | FG       | FG        | FG        | FG        | FG        | FG        | --       | --       | --       | --       | --       | --        | 14    |
| India           | --       | --       | 2°       | 3°       | 2°       | --       | --       | --       | --       | FG        | FG        | FG        | FG        | FG        | --       | --       |          | --       | --       | FG*       | 9     |
| Indonesia       | --       | 4°       | --       | FG       | --       | 4°       | FG       | --       | --       | --        | --        | --        | --        | --        | --       |          |          |          |          | FG        | 5     |
| Irán            |          |          |          |          |          |          |          |          |          |           |           |           |           |           |          | --       | --       | --       | --       | FG        | 1     |
| Japón           | --       | FG       | --       | FG       | --       | 2°       | 3°       | 2°       | 3°       | 2°        | 3°        | 4°        | 2°        | 4°        | 4°       | 3°       | 3°       | 1°       | 1°       | SF        | 17    |
| Jordania        | --       | --       | --       | --       | --       | --       | --       | --       | --       | --        | --        | --        | --        | --        | --       | --       | --       | FG       | FG       | --        | 2     |
| Kazajistán      |          |          |          |          |          |          |          |          | --       | --        | FG        | FG        | FG        | --        |          |          |          |          |          |           | 3     |
| Malasia         | 4°       | --       | FG       | --       | 3°       | FG       | --       | FG       | FG       | FG        | --        | FG        | FG        | --        |          | --       |          |          |          | --        | 9     |
| Myanmar         | --       | --       | --       | --       | --       | --       | --       | --       | --       | --        | --        | --        | --        | FG        | FG       |          | FG       | FG       | --       | FG        | 5     |
| Nepal           | --       | --       | --       | --       | --       | FG       | FG       | --       | --       | --        | --        | FG        | --        | --        |          |          |          |          |          | --        | 3     |
| Nueva Zelanda   | 1°       |          |          |          |          |          |          |          |          |           |           |           |           |           |          |          |          |          |          |           | 1     |
| Singapur        | FG       | 3°       | --       | FG       | 4°       | --       | --       | FG       | --       | --        | --        | --        | FG        | FG        | --       | --       |          |          | --       | --        | 7     |
| Tailandia       | 2°       | 2°       | --       | 2°       | 1°       | 3°       | FG       | FG       | --       | FG        | --        | FG        | FG        | FG        | FG       | FG       | FG       | 5°       | 4°       | CF        | 17    |
| Uzbekistán      |          |          |          |          |          |          |          | --       | --       | FG        | FG        | FG        | FG        | FG        |          |          | --       | --       | --       | --        | 5     |
| Vietnam         | --       | --       | --       | --       | --       | --       | --       | --       | --       | --        | --        | FG        | FG        | FG        | FG       | FG       | FG       | 6°       | FG       | CF        | 9     |

| 1º | Campeón               |
| 2º | Subcampeón            |
| 3º | Tercer lugar          |
| 4º | Cuarto lugar          |
| CF | Cuartos de final      |
| FG | Fase de grupos        |
| -- | Eliminatorias previas |

## Tabla estadística
- Actualizado a Copa Asiática Femenina de 2022.

| Pos. | Selección       | Part. | PJ | PG | PE | PP | GF  | GC  | Dif  | Pts |
| ---- | --------------- | ----- | -- | -- | -- | -- | --- | --- | ---- | --- |
| 1    | China           | 15    | 75 | 61 | 5  | 9  | 367 | 39  | +328 | 188 |
| 2    | Japón           | 17    | 81 | 55 | 6  | 20 | 365 | 60  | +305 | 160 |
| 3    | China Taipéi    | 14    | 64 | 38 | 6  | 20 | 175 | 84  | +91  | 120 |
| 4    | Corea del Norte | 10    | 53 | 36 | 6  | 11 | 242 | 38  | +204 | 114 |
| 5    | Tailandia       | 17    | 69 | 34 | 2  | 33 | 115 | 167 | −52  | 104 |
| 6    | Corea del Sur   | 13    | 54 | 28 | 7  | 19 | 157 | 77  | +80  | 86  |
| 7    | Australia       | 8     | 40 | 21 | 6  | 13 | 88  | 43  | +45  | 69  |
| 8    | India           | 8     | 35 | 16 | 3  | 16 | 63  | 61  | +2   | 57  |
| 9    | Hong Kong       | 14    | 57 | 11 | 4  | 42 | 26  | 191 | −165 | 37  |
| 10   | Vietnam         | 9     | 33 | 11 | 1  | 21 | 37  | 92  | −55  | 34  |
| 11   | Singapur        | 7     | 27 | 7  | 1  | 19 | 21  | 115 | −94  | 22  |
| 12   | Uzbekistán      | 5     | 16 | 7  | 0  | 9  | 15  | 64  | −49  | 21  |
| 13   | Malasia         | 9     | 34 | 5  | 3  | 26 | 20  | 161 | −141 | 18  |
| 14   | Filipinas       | 10    | 37 | 5  | 2  | 29 | 22  | 187 | −165 | 17  |
| 15   | Indonesia       | 4     | 17 | 4  | 1  | 12 | 17  | 77  | -60  | 13  |
| 16   | Nueva Zelanda   | 1     | 4  | 4  | 0  | 0  | 11  | 3   | +8   | 12  |
| 17   | Kazajistán      | 3     | 9  | 2  | 2  | 5  | 16  | 39  | −23  | 8   |
| 18   | Birmania        | 5     | 17 | 2  | 2  | 13 | 16  | 56  | −40  | 8   |
| 19   | Guam            | 4     | 15 | 1  | 0  | 14 | 5   | 112 | −107 | 3   |
| 20   | Irán            | 1     | 2  | 0  | 0  | 2  | 0   | 12  | -12  | 0   |
| 21   | Jordania        | 2     | 6  | 0  | 0  | 6  | 5   | 29  | −24  | 0   |
| 22   | Nepal           | 3     | 10 | 0  | 0  | 10 | 1   | 67  | −66  | 0   |